# باد هونینگن
شهر باد هونینگن در ایالت راینلند-فالتز در کشور آلمان واقع شده است.